# اداموک، بخش نوی دور مازوکی
اداموک، بخش نوی دور مازوکی (به لاتین: Adamówek, Nowy Dwór Mazowiecki County) در لهستان است که در Gmina Czosnów واقع شده‌است.